# Museu Canadenc de la Natura
El Museu Canadenc de la Natura és un museu d'història natural situat a Ottawa (Ontario) i Gatineau (Quebec). Juntament amb el Museu Reial d'Ontario, és un dels museus d'història natural més grans del Canadà. El museu té 24 col·leccions científiques grans de més de 10 milions d'espècimens. El museu també es dedica a la recerca científica.
Les exposicions es troben a Ottawa, a l'Edifici del Museu Memorial Victòria. La biblioteca oberta al públic es troba a Gatineau, al National Heritage Building.